# 승자승 원칙
승자승 원칙(勝者勝原則, 영어: head-to-head)은 스포츠 경기에서 사용하는 순위 결정 방식, 이른바 타이브레이커 중 하나로, ‘이긴 자가 이긴다’는 의미를 지니고 있다. 주로 승점, 득실점차, 다득점 등의 다른 방식으로 순위를 결정할 수 없을 때에 적용하는 방식으로, 두 팀의 상대 전적을 비교하여 승리한 팀이 더 높은 순위로 결정 받게 된다. 이마저도 같아지면 추첨을 통해서 가린다. (일부 종목, 축구 등은 페어플레이 포인트로 가리기도 한다)

## 적용 방법

### 축구
축구에서 승자승 원칙은 흔히 승점과 골득실차, 다득점이 같은 두 팀의 순위 결정시에 사용한다. 이 세 항목이 같을 때, 그 팀끼리의 상대 전적을 비교해서 우세를 점한 팀이 더 높은 순위를 받게 된다. 만약 양 팀이 무승부였다면 다음 순위 결정 방식으로 넘어가게 된다.
한편, 유럽 축구 연맹(UEFA)과 아프리카 축구 연맹(CAF), 아시아 축구 연맹(AFC)이 주관하는 대회에서는 승점 동률 시 골득실차보다 승자승 원칙을 우선으로 적용한다. UEFA 유럽 축구 선수권 대회의 경우 〈UEFA 유로 1996〉부터 승자승 우선 규칙이 적용되고 있다.
축구의 골득실과 다득점 계산 방식은 야구의 득실차 계산보다 더 간단하고 다르게 계산한다.

#### 예시
A, B, C, D의 네 팀이 싱글 라운드 로빈으로 경기를 치르고, 상위 2팀이 다음 라운드로 진출한다고 할 때 경기 결과가 다음과 같다고 가정한다.
| 경기 | 팀1 | 점수  | 팀2 |
| ---- | --- | ----- | --- |
| 1-1  | A팀 | 1 : 2 | B팀 |
| 1-2  | C팀 | 1 : 0 | D팀 |
| 2-1  | A팀 | 4 : 1 | C팀 |
| 2-2  | D팀 | 0 : 4 | B팀 |
| 3-1  | D팀 | 1 : 3 | A팀 |
| 3-2  | B팀 | 0 : 3 | C팀 |

| 순위 | 팀  | 전 | 승 | 무 | 패 | 득 | 실 | 차 | 점 | 결과 |
| ---- | --- | -- | -- | -- | -- | -- | -- | -- | -- | ---- |
| 1    | A팀 | 3  | 2  | 0  | 1  | 8  | 4  | +4 | 6  | 진출 |
| 2    | B팀 | 3  | 2  | 0  | 1  | 6  | 4  | +2 | 6  | 진출 |
| 3    | C팀 | 3  | 2  | 0  | 1  | 5  | 4  | +1 | 6  | 탈락 |
| 4    | D팀 | 3  | 0  | 0  | 3  | 1  | 8  | −7 | 0  | 탈락 |

이와 같이 한 팀이 나머지 세 팀에 전부 지고, 그 세 팀이 나란히 물고 물리는 식으로 1승 1패씩을 주고받았을 때, 위와 같은 경우 국제축구연맹(FIFA)의 타이브레이커를 적용하게 되면 A팀과 B팀이 다음 라운드로 진출하게 된다.
그런데 여기서 맞대결에서의 승자승을 먼저 따질 경우, 최하위 팀인 D팀의 결과가 제외되므로,
| 경기 | 팀1 | 점수  | 팀2 |
| ---- | --- | ----- | --- |
| 1-1  | A팀 | 1 : 2 | B팀 |
| 1-2  | C팀 | 1 : 0 | D팀 |
| 2-1  | A팀 | 4 : 1 | C팀 |
| 2-2  | D팀 | 0 : 4 | B팀 |
| 3-1  | D팀 | 1 : 3 | A팀 |
| 3-2  | B팀 | 0 : 3 | C팀 |

| 순위 | 팀  | 전 | 승 | 무 | 패 | 득 | 실 | 차 | 점 | 결과 |
| ---- | --- | -- | -- | -- | -- | -- | -- | -- | -- | ---- |
| 1    | A팀 | 2  | 1  | 0  | 1  | 5  | 3  | +2 | 3  | 진출 |
| 2    | C팀 | 2  | 1  | 0  | 1  | 4  | 4  | 0  | 3  | 진출 |
| 3    | B팀 | 2  | 1  | 0  | 1  | 2  | 4  | -2 | 3  | 탈락 |

이렇게 되어 C팀이 올라가고, B팀이 떨어지는 결과가 나오게 된다.

### 야구
월드 베이스볼 클래식과 WBSC 프리미어 12같은 야구에서도 존재하는데, 같은 조에서 2팀이 조별 리그 승패가 서로 같아지면, hh라는 맞대결에서 승자승부터 따진다. 이 때 맞대결에서 이긴 팀이 선두가 된다. 근데, 4팀 중 3팀 이상 승패가 모두 같을 때에는 승점이 다른 1팀을 제외한 3팀끼리 야구 경기를 했던 승자승(HH)을 따진다. 단, 축구와 달리 3팀 중 2팀 이상이 맞대결에서 승패로 바로 선두를 가리는 게 아니라, 3팀 전체가 승자승 결과를 따질 때에 승을 많이 하는 쪽이 이기는 상황이었다. 하지만, 실제로 이럴 경우 승점이 모두 같은 3팀끼리만 승자승원칙(HH)을 계산하면 모두 총 1승 1패의 결과가 나오게 된다. 이런 경우 당연히 1승 1패로 모두 같아지기 때문에 승자승으로 가릴 수는 없기 때문에 득실차(TQB)로 넘어가게 된다. 야구에서는 축구와 달리 약간 복잡한 득실차(TQB)로 계산하는데, 이는 득점과 공격 총 횟수를 나누고, 그 다음 실점과 수비 총 횟수를 서로 나눈 후, 서로 빼면서 득실차 계산을 하는 방식이다.
단, 승점이 서로 같을 때에 득실차(TQB)를 계산하는 경우에는 같은 조의 속한 국가가 승점이 서로 같은 경우가 아니라 야구 경기가 다 끝나고 최종 순위를 자연히 결정할 때에는 승자승을 포함하지 않고 득실차(TQB)로 순위를 결정한다. 이는 조별 리그에서 제각각 탈락한 야구 국가들이 맞대결이 없는 상태에서 공교롭게 승점이 서로 같기 때문에 이 승점으로는 최종 순위를 결정하지는 못하기 때문에 득실차(TQB)로 바로 넘어가기 때문이다. 그러므로 이 득실차(TQB)로 최종 순위를 결정하여 득실차가 물론 높은 국가가 우선 순위가 된다.

#### 첫 예시
2013년 월드 베이스볼 클래식 경기 중 하나의 예시인데, 여기서 미국과 이탈리아는 2승 1패로 승점이 같다. 이런 경우 미국이 이탈리아를 맞대결에서 승리했기 때문에 미국이 조 1위가 된다.  마찬가지로 캐나다와 멕시코도 역시 승점이 서로 같아서 캐나다가 멕시코를 맞대결에서 이겼기 때문에 조 3위가 캐나다가 되었다.
| 순위 | 팀       | 승 | 패 | HH  | RS | IPO | RA | IPD | TQB |
| ---- | -------- | -- | -- | --- | -- | --- | -- | --- | --- |
| 1    | 미국     | 2  | 1  | 1−0 | −  | −   | −  | −   | −   |
| 2    | 이탈리아 | 2  | 1  | 0−1 | −  | −   | −  | −   | −   |
| 3    | 캐나다   | 1  | 2  | 1−0 | −  | −   | −  | −   | −   |
| 4    | 멕시코   | 1  | 2  | 0−1 | −  | −   | −  | −   | −   |

#### 승자승이 서로 같은 경우
2013년 월드 베이스볼 클래식 B조에서는 4국가 중 3국가의 승점이 모두 같았다. 이럴 경우, 승점이 서로 같은 타이완, 네덜란드, 대한민국끼리만 했던 맞대결 승과 패를 가린다. 호주와의 맞대결과 득실차는 제외하면서 승자승과 득실차를 계산한다. 즉, 타이완을 기준으로 네덜란드와 대한민국의 맞대결 승패(1승 1패)를 계산한다. 또, 네덜란드 역시 타이완과 대한민국과의 맞대결 승패(1승 1패)를 계산하고, 대한민국도 마찬가지로 타이완과 네덜란드 맞대결 승패(1승 1패)를 계산한다. 근데 3국가 모두 2경기 맞대결(승자승)에서도 1승 1패가 나란히 되기 때문에 야구 득실차로 넘어가는 것이다.
득실차 계산은 앞서 말했듯이 득점과 공격 횟수를 서로 나누고 난 후, 실점과 수비 횟수를 나누고 나서 맨 나중에 서로 빼면 총 야구 득실차(TQB) 결과가 나온다.
| 순위 | 팀             | 승 | 패 | HH  | RS | IPO  | RA | IPD  | TQB    |
| ---- | -------------- | -- | -- | --- | -- | ---- | -- | ---- | ------ |
| 1    | 중화 타이베이  | 2  | 1  | 1−1 | 10 | 17.0 | 6  | 17.0 | 0.235  |
| 2    | 네덜란드       | 2  | 1  | 1−1 | 8  | 17.0 | 8  | 17.0 | 0.000  |
| 3    | 대한민국       | 2  | 1  | 1−1 | 3  | 17.0 | 7  | 17.0 | -0.235 |
| 4    | 오스트레일리아 | 0  | 3  | −   | −  | −    | −  | −    | −      |

## 같이 보기
- 승점